# Józef Mroziński
Józef Mroziński herbu Prus III (ur. 19 marca 1784 w Koniuchach pod Brzeżanami, zm. 16 stycznia 1839 w Warszawie) – polski generał brygady, językoznawca.

## Życiorys
Był synem Tomasza i Brygidy Białkowskiej. Pierwsze nauki pobierał w szkołach niemieckich we Lwowie.
Od 25 maja 1807 służył w armii Księstwa Warszawskiego, gdzie początkowo trafił do 1. pułku huzarów polsko-francuskich. Dwa tygodnie później (7 czerwca) przeszedł w randze podporucznika do 1. pułku piechoty Legii Nadwiślańskiej, gdzie 15 sierpnia 1807 został awansowany na porucznika. Walczył w Hiszpanii (1807–1814) pod Saragossą (w stopniu kapitana od 23 października 1807, uczestniczył w 2 oblężeniach), Murviedrą, Walencją, Tudellą, Castelli, Epilą, Saguntoem i Lleidą. Brał udział w odsieczy Tarragony, rany odniósł pod Col d’Ordal. Był również adiutantem polowym (od 1 sierpnia 1811) marszałka Sucheta. 29 grudnia 1809 otrzymał francuski krzyż Legii Honorowej, a 31 marca 1812 został mianowany kawalerem państwa francuskiego. 7 kwietnia 1813 przeszedł do wojska francuskiego, obejmując stanowisko kapitana adiunkta. 20 stycznia 1814 awansował na stanowisko szefa batalionu.

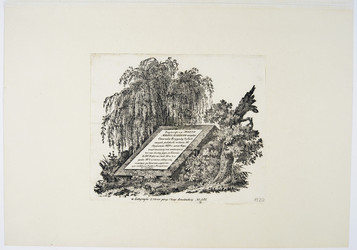
Nekrolog Józefa Mrozińskiego

Po upadku Napoleona wrócił do Polski i wstąpił w 1815 do armii Królestwa Polskiego. Był w nim szefem sztabu piechoty. W 1830 roku został nagrodzony Znakiem Honorowym za 20 lat służby. W powstaniu listopadowym został szefem sztabu głównego i uczestniczył w bitwie pod Grochowem, następnie został inspektorem rezerw i dyrektorem w Komisji Rządowej Wojny. Po upadku powstania złożył przysięgę wierności Mikołajowi I i został zesłany do Wołogdy. Wrócił do Polski w 1833 i osiadł w Warszawie, gdzie zmarł w 1839 roku. Pochowany został na cmentarzu Powązkowskim w Warszawie w katakumbach.

## Twórczość
Napisał wspomnienia Oblężenie i obrona Saragossy w latach 1808 i 1809, ze względem szczególnym na czynności korpusu polskiego, w której Feliks Bentkowski wytknął mu wiele błędów stylistycznych. Aby rzetelnie odpowiedzieć na krytykę, Mroziński zajął się studiowaniem gramatyki polskiej. Wydał w 1822 Pierwsze zasady, grammatyki języka polskiego, a w 1824 Odpowiedź na umieszczoną w Gazecie Literackiej recenzyę dzieła pt. Pierwsze zasady, grammatyki języka polskiego. Zenon Klemensiewicz pisze w Historii języka polskiego „...w obu tych pracach okazuje się Mroziński bardzo wybitnym gramatykiem /.../ ze stanowiska historycznego trzeba uznać w Mrozińskim pierwszego naszego nowoczesnego gramatyka, który stanowczo góruje nad Kopczyńskim przygotowaniem językoznawczym, umiejętnością spostrzegania faktów, ich analizy oraz formułowania uogólnień”.

### Ważniejsze utwory
1. Oblężenie i obrona Saragossy w latach 1808 i 1809, ze względem szczególniejszym na czynności Korpusu Polskiego, „Pamiętnik Warszawski” t. 13 (1819); wyd. następne: wyd. K. J. Turowski, Kraków 1858 „Biblioteka Polska” nr 7
2. Pierwsze zasady gramatyki języka polskiego, Warszawa 1822; wyd. 2 Lwów 1850
3. Odpowiedź na umieszczoną w „Gazecie Literackiej” recenzję dzieła pod tytułem: Pierwsze zasady gramatyki języka polskiego, Warszawa 1824
4. Przymówienie się... na pierwszym posiedzeniu Deputacji; O znamionach nad samogłoskami; O końcowej samogłosce rzeczowników rodzaju nijakiego (imię, plemię, brzemię itp.); Wyszczególnienie przypadków, w których może zachodzić wątpliwość, czy pisać należy spółgłoskę słabą, czy też odpowiadającą jej spółgłoskę mocną, szczególniej czy s, czy z; Uwagi nad zakończeniem trybu bezokolicznego; Zakończenie trybu rozkazującego w czasownikach: rwiéj, tniéj, drzéj, zwiéj itp.; Postrzeżenia nad niektórymi szczegółami rozprawy Brodzińskiego; O sposobie pisania nazwisk cudzoziemskich, „Rozprawy i wnioski o ortografii polskiej przez Deputacją od Król. Tow. Warsz. Przyj. Nauk wyznaczoną”, Warszawa 1830; fragm.(O znamionach nad samogłoskami) przedr. B. Chlebowski, „Sto lat myśli polskiej” t. 2 (1907).

Rękopisy Mrozińskiego odnoszące się do gramatyki polskiej, różne artykuły, pisma wojskowe i wypisy – Ossolineum, sygn. 1458/III, 1459/I.

### Listy i materiały
1. List z roku 1816 o Krakowiakach i góralach J. N. Kamińskiego, rękopis (inform. G. Korbut)
2. List z 15 września 1823 z Siedlec, fragmenty ogł. K. W. Wójcicki: Cmentarz Powązkowski pod Warszawą t. 2, Warszawa 1856; przedrukowano pt. Wiadomość o życiu i pismach J. Mrozińskiego, w: Oblężenie i obrona Saragossy, wyd. K. J. Turowski, Kraków 1858 „Biblioteka Polska” nr 7
3. Do J. Zawadzkiego z 7 sierpnia 1839(!) z Warszawy, ogł. T. Turkowski w: Materiały do dziejów literatury i oświaty na Litwie i Rusi t. 2, Wilno 1937
4. Od S. Staszica z roku 1824, rękopis: Ossolineum, sygn. 6524/II
5. Od K. Brodzińskiego 3 listy z roku 1830, ogł. B. Gubrynowicz: Nieznane listy K. Brodzińskiego, „Pamiętnik Literacki” rocznik 3 (1904)
6. Od K. Brodzińskiego, ogł. K. Kantecki: Z autografów Biblioteki Poturzyckiej, „Przegląd Naukowy i Literacki” 1878; „Myśl Narodowa” 1935, t. 2
7. Stan służby szefa batalionu J. Mrozińskiego; notaty Mrozińskiego odnoszące się do kampanii roku 1807; rękopis: Ossolineum, sygn. 1454/III.

## Odznaczenia
- Krzyż Kawalerski Legii Honorowej
- Order św. Włodzimierza IV klasy[2]